# Westliche Qin
Die Westliche Qin (chinesisch 西秦, Pinyin Xīqín) war ein Staat der Xianbei-Volksgruppe in der Zeit der Sechzehn Reiche in China. Die Westliche Qin ist gänzlich verschieden von der alten Qin-Dynastie sowie von der Früheren Qin und Späteren Qin, beide ebenfalls aus der Zeit der Sechzehn Königreiche.
Alle Herrscher der Westlichen Qin nannten sich selbst „wang“, was entweder mit „König“ oder mit „Prinz“ übersetzt werden kann.

## Herrscher der Westlichen Qin
| Tempelname          | Postumer Name           | Familienname und Vorname            | Dauer der Herrschaft | Äranamen und ihre Dauer                                             |
| ------------------- | ----------------------- | ----------------------------------- | -------------------- | ------------------------------------------------------------------- |
| Liezu (烈祖, Lièzǔ) | Xuanlie (宣烈, Xuānliè) | Qifu Guoren (乞伏國仁, Qǐfú Guórén) | 385-388              | Jianyi (建義, Jiànyì) 385–388                                       |
| Gaozu (高祖, Gāozǔ) | Wuyuan (武元, Wǔyuán)   | Qifu Gangui (乞伏乾歸, Qǐfú Gānguī) | 388–400, 409–412     | Taichu (太初, Taìchū) 388–400 Gengshi (更始, Gèngshǐ) 409–412       |
| Taizu (太祖, Taìzǔ) | Wenzhao (文昭, Wénzhāo) | Qifu Chipan (乞伏熾磐, Qǐfú Chìpán) | 412-428              | Yongkang (永康, Yǒngkāng) 412–419 Jianhong (建弘, Jiànhóng) 420–428 |
| existiert nicht     | Houzhu (後主, Hoùzhǔ)   | Qifu Mumo (乞伏暮末, Qǐfú Mùmò)     | 428-431              | Yonghong (永弘, Yǒnghóng) 428–431                                   |